# Clasificación para la Copa Asiática Femenina Sub-20 de la AFC 2024
La Clasificación para la Copa Asiática Femenina Sub-20 de la AFC 2024 es una competencia de fútbol sub-20 femenina que decide a los equipos participantes de este campeonato.
Un total de ocho equipos clasifican para jugar en el torneo final a celebrarse en Uzbekistán, cuatro de los cuales se deciden por clasificación. Habrá dos rondas de partidos de clasificación, con la primera ronda programada para jugarse entre el 4 y el 12 de marzo de 2023, y la segunda ronda programada para jugarse entre el 3 y el 10 de junio de 2023.

### Información relevante
De las 47 asociaciones miembros de la AFC, un total de 30 equipos participaron en la competencia. Japón, Corea del Norte y China no participan de esta etapa debido a que ocuparon los tres primeros lugares en la edición pasada clasificando directamente.

### Sorteo
El sorteo clasificatorio de la primera fase se realizó el 3 de noviembre de 2022 en Kuala Lumpur, Malasia, que es la sede de la AFC.

### Elegibilidad del jugador
Las jugadoras nacidas entre el 1 de enero de 2004 y el 31 de diciembre de 2004 fueron elegibles para participar en la Copa Asiática Femenina Sub-20 de la AFC 2024. 

### Formato
En cada grupo, los equipos jugarán entre sí una vez en un lugar centralizado.
- En la primera ronda, las ocho ganadoras de grupo avanzan a la segunda ronda.
- En la segunda ronda, las dos ganadoras de grupo y las dos subcampeonas de grupo se clasifican para el torneo final, quienes se unirán a la anfitriona Uzbekistán y a las tres mejores del torneo anterior correspondiente al año 2019, Japón, Corea del Norte y Corea del Sur.

### Grupos Primera Ronda
Los partidos fueron programados entre el 6 y el 12 de marzo de 2023.

### Grupo A
País anfitrión: Laos
Las horas indicadas son UTC+7:00
| Equipo    | Pts | PJ | PG | PE | PP | GF | GC | Dif |
| --------- | --- | -- | -- | -- | -- | -- | -- | --- |
| China     | 9   | 3  | 3  | 0  | 0  | 20 | 0  | 20  |
| Filipinas | 4   | 3  | 1  | 1  | 1  | 3  | 8  | -5  |
| Hong Kong | 2   | 3  | 0  | 2  | 1  | 4  | 10 | -6  |
| Laos      | 1   | 3  | 0  | 1  | 2  | 2  | 11 | -9  |

| 8 de marzo de 2023, 16:00 | China                                                                                      | 6:0     | Filipinas | Nuevo Estadio Nacional de Laos, Vientián, Laos        |                                                       |
|                           | - Huo Yuexin 9', 36' - Zou Mengyao 22' - Lu Jiayu 69' - Ouyang Yuhuan 74' - Qiao Ruiqi 82' | Reporte |           | Asistencia: 453 espectadores Árbitra: Om Choki, Bután | Asistencia: 453 espectadores Árbitra: Om Choki, Bután |

| 8 de marzo de 2023, 19:30 | Laos                     | 2:2     | Hong Kong                            | Nuevo Estadio Nacional de Laos, Vientián, Laos                  |                                                                 |
|                           | - Chaikham 5' - Sisa 87' | Reporte | - Chan Tsz Shan 13' - Luk 81' (pen.) | Asistencia: 563 espectadores Árbitra: Plong Pich Akara, Camboya | Asistencia: 563 espectadores Árbitra: Plong Pich Akara, Camboya |

| 10 de marzo de 2023, 16:00 | Hong Kong | 0:6     | China                                                                          | Nuevo Estadio Nacional de Laos, Vientián, Laos                  |                                                                 |
|                            |           | Reporte | - Ouyang Yuhuan 29', 55', 90' - Lu Jiayu 36' - Huo Yuexin 68' - Qiao Ruiqi 82' | Asistencia: 210 espectadores Árbitra: Rebecca Durcau, Australia | Asistencia: 210 espectadores Árbitra: Rebecca Durcau, Australia |

| 10 de marzo de 2023, 19:30 | Filipinas | 1:0     | Laos | Nuevo Estadio Nacional de Laos, Vientián, Laos             |                                                            |
|                            | - Yap 42' | Reporte |      | Asistencia: 415 espectadores Árbitra: Mahsa GhorPHIi, Irán | Asistencia: 415 espectadores Árbitra: Mahsa GhorPHIi, Irán |

| 12 de marzo de 2023, 16:00 | Hong Kong                    | 2:2     | Filipinas                | Nuevo Estadio Nacional de Laos, Vientián, Laos            |                                                           |
|                            | - Lee 24' - Anke Leung 45+1' | Reporte | - Dizon 11' - Pasion 54' | Asistencia: 252 espectadores Árbitra: Azusa Sugino, Japón | Asistencia: 252 espectadores Árbitra: Azusa Sugino, Japón |

| 12 de marzo de 2023, 19:30 | China                                                                                         | 8:0     | Laos | Nuevo Estadio Nacional de Laos, Vientián, Laos                  |                                                                 |
|                            | - Thippakone 1' (a.g.) - Ouyang Yuhuan 1' - Yin Lihong 8' - Huo Yuexin 9', 36', 61', 67', 68' | Reporte |      | Asistencia: 638 espectadores Árbitra: Plong Pich Akara, Camboya | Asistencia: 638 espectadores Árbitra: Plong Pich Akara, Camboya |

### Grupo B
País anfitrión: Palestina
Las horas indicadas son UTC+2:00
| Equipo                   | Pts | PJ | PG | PE | PP | GF | GC | Dif | Clasificación |
| ------------------------ | --- | -- | -- | -- | -- | -- | -- | --- | ------------- |
| Nepal                    | 6   | 2  | 2  | 0  | 0  | 12 | 0  | 12  | Segunda ronda |
| Palestina                | 3   | 2  | 1  | 0  | 1  | 3  | 7  | -4  |               |
| Islas Marianas del Norte | 0   | 2  | 0  | 0  | 2  | 1  | 9  | -8  |               |
| Emiratos Árabes Unidos   | 0   | 0  | 0  | 0  | 0  | 0  | 0  | 0   | Retirado      |

Nota: Emiratos Árabes Unidos se retiró.

| 8 de marzo de 2023, 15:00 | Palestina | 0:6     | Nepal                                               | Faisal Al-Husseini International Stadium, Al-Ram, Palestina |                               |
|                           |           | Reporte | - Shahi 22' (pen.), 68', 75', 85' - G. Rai 30', 81' | Árbitra: Asaka Koizumi, Japón                               | Árbitra: Asaka Koizumi, Japón |

| 10 de marzo de 2023, 15:00 | Islas Marianas del Norte | 1:3     | Palestina                             | Faisal Al-Husseini International Stadium, Al-Ram, Palestina        |                                                                    |
|                            | - K. Chavez 87'          | Reporte | - Qassis 50', 90+6' - El Zamamiri 61' | Asistencia: 150 espectadores Árbitra: Supiree Testhomya, Tailandia | Asistencia: 150 espectadores Árbitra: Supiree Testhomya, Tailandia |

| 12 de marzo de 2023, 15:00 | Nepal                                                                      | 6:0     | Islas Marianas del Norte | Faisal Al-Husseini International Stadium, Al-Ram, Palestina    |                                                                |
|                            | - Shahi 5', 19' - Bajracharya 6' - Sw. Hamal 30' - P. Rai 45' - Rana 90+3' | Reporte |                          | Asistencia: 90 espectadores Árbitra: Cha Min-ji, Corea del Sur | Asistencia: 90 espectadores Árbitra: Cha Min-ji, Corea del Sur |

### Grupo C
País anfitrión: Kirguistán
Las horas indicadas son UTC+6:00
| Equipo     | Pts | PJ | PG | PE | PP | GF | GC | Dif |
| ---------- | --- | -- | -- | -- | -- | -- | -- | --- |
| Australia  | 6   | 2  | 2  | 0  | 0  | 20 | 0  | 20  |
| Kirguistán | 3   | 2  | 1  | 0  | 1  | 2  | 7  | -5  |
| Guam       | 0   | 2  | 0  | 0  | 2  | 0  | 15 | -15 |
| Irak       | 0   | 0  | 0  | 0  | 0  | 0  | 0  | 0   |

Nota: Irak se retiró.
| 6 de marzo de 2023, 20:00 | Guam | 0:13    | Australia | Dolen Omurzakov Stadium, Bishkek, Kirguistán                    |                                                                 |
|                           |      | Reporte | - Murray 5', 40' - Hollman 17', 37' - Johnson 28' - Kenney 45' (a.g.) - Apostolakis 63' - Dos Santos 65' - Cicco 70', 90+3' - Grove 74' - Galic 79' - Murphy 85' | Asistencia: 10 espectadores Árbitra: Park Se-jin, Corea del Sur | Asistencia: 10 espectadores Árbitra: Park Se-jin, Corea del Sur |

| 8 de marzo de 2023, 20:00 | Kirguistán                        | 2:0     | Guam | Dolen Omurzakov Stadium, Bishkek, Kirguistán                    |                                                                 |
|                           | - Akmatbekova 23' - Rysbekova 24' | Reporte |      | Asistencia: 300 espectadores Árbitra: Doumouh Al Bakkar, Líbano | Asistencia: 300 espectadores Árbitra: Doumouh Al Bakkar, Líbano |

| 10 de marzo de 2023, 20:00 | Australia                                                                                             | 7:0     | Kirguistán | Dolen Omurzakov Stadium, Bishkek, Kirguistán                        |                                                                     |
|                            | - Dos Santos 4' - Murphy 21', 49' - Murray 24' - Murzakulova 34' (a.g.) - O'Grady 37' - Briedis 90+8' | Reporte |            | Asistencia: 512 espectadores Árbitra: Sunita Thongthawin, Tailandia | Asistencia: 512 espectadores Árbitra: Sunita Thongthawin, Tailandia |

### Grupo D
País anfitrión: Jordania
Las horas indicadas son UTC+3:00
| Equipo   | Pts | PJ | PG | PE | PP | GF | GC | Dif |
| -------- | --- | -- | -- | -- | -- | -- | -- | --- |
| Líbano   | 7   | 3  | 2  | 1  | 0  | 13 | 2  | 11  |
| Jordania | 7   | 3  | 2  | 1  | 0  | 5  | 1  | 4   |
| Bután    | 3   | 3  | 1  | 0  | 2  | 6  | 7  | -1  |
| Mongolia | 0   | 3  | 0  | 0  | 3  | 1  | 15 | -14 |

| 8 de marzo de 2023, 15:00 | Líbano                                                                            | 6:2     | Bután                            | Petra Stadium, Amán, Jordania                                |                                                              |
|                           | - Arabi 29' - Raed 39' - Fayad 43' - Maalouf 49' - Atallah 59' (pen.) - Hamzi 85' | Reporte | - Choeki 56' - Lhazom 61' (pen.) | Asistencia: 25 espectadores Árbitra: Abirami Naidu, Singapur | Asistencia: 25 espectadores Árbitra: Abirami Naidu, Singapur |

| 8 de marzo de 2023, 19:00 | Jordania                                        | 4:1     | Mongolia       | Petra Stadium, Amán, Jordania                        |                                                      |
|                           | - Batayneh 16' - Salameh 26', 30' - Owaisat 84' | Reporte | - Enkhbold 73' | Asistencia: 200 espectadores Árbitra: Yu Hong, China | Asistencia: 200 espectadores Árbitra: Yu Hong, China |

| 10 de marzo de 2023, 15:00 | Mongolia | 0:7     | Líbano                                                  | Petra Stadium, Amán, Jordania                               |                                                             |
|                            |          | Reporte | - Saade 2', 51' - Maalouf 9', 19', 23', 29' - Fayad 17' | Asistencia: 50 espectadores Árbitra: Jhesa Kaatz, Filipinas | Asistencia: 50 espectadores Árbitra: Jhesa Kaatz, Filipinas |

| 10 de marzo de 2023, 19:00 | Bután | 0:1     | Jordania    | Petra Stadium, Amán, Jordania                                   |                                                                 |
|                            |       | Reporte | - Hazem 23' | Asistencia: 250 espectadores Árbitra: Thein Thein Aye, Birmania | Asistencia: 250 espectadores Árbitra: Thein Thein Aye, Birmania |

| 12 de marzo de 2023, 15:00 | Mongolia | 0:4     | Bután                         | Petra Stadium, Amán, Jordania                                 |                                                               |
|                            |          | Reporte | - Lhazom 27', 45+1', 52', 70' | Asistencia: 25 espectadores Árbitra: Azusa Sugino, Tayikistán | Asistencia: 25 espectadores Árbitra: Azusa Sugino, Tayikistán |

| 12 de marzo de 2023, 19:00 | Líbano | 0:0     | Jordania | Petra Stadium, Amán, Jordania                        |                                                      |
|                            |        | Reporte |          | Asistencia: 800 espectadores Árbitra: Yu Hong, China | Asistencia: 800 espectadores Árbitra: Yu Hong, China |

### Grupo E
País anfitrión: Tailandia
Las horas indicadas son UTC+7:00
Uzbekistán participará en la fase de clasificación, pero sus partidos no se tendrán en cuenta para el cálculo de la clasificación del grupo.
| Equipo       | Pts | PJ | PG | PE | PP | GF | GC | Dif |
| ------------ | --- | -- | -- | -- | -- | -- | -- | --- |
| China Taipéi | 6   | 2  | 2  | 0  | 0  | 17 | 0  | 17  |
| Tailandia    | 3   | 2  | 1  | 0  | 1  | 5  | 3  | 2   |
| Tayikistán   | 0   | 2  | 0  | 0  | 2  | 0  | 19 | -19 |

| 8 de marzo de 2023, 16:30 | China Taipéi | 14:0    | Tayikistán | Estadio Khao Kradong, Buriram, Tailandia                 |                                                          |
|                           | - He Jia-shiuan 2', 17', 20', 34', 40', 68', 69', 72', 74', 90+1' - Li Yi-wen 18', 31' - Liu Yu-chiao 33' - Lin Jing-xuan 56' | Reporte |            | Asistencia: 0 espectadores Árbitra: Kanika Barman, India | Asistencia: 0 espectadores Árbitra: Kanika Barman, India |

| 8 de marzo de 2023, 20:30 | Tailandia                 | 2:0     | Uzbekistán | Estadio Khao Kradong, Buriram, Tailandia                 |                                                          |
|                           | - Jidapha 56' - Jeena 83' | Reporte |            | Asistencia: 200 espectadores Árbitra: Lê Thị Lý, Vietnam | Asistencia: 200 espectadores Árbitra: Lê Thị Lý, Vietnam |

| 10 de marzo de 2023, 16:30 | Uzbekistán | 0:3     | China Taipéi                                              | Estadio Khao Kradong, Buriram, Tailandia                                      |                                                                               |
|                            |            | Reporte | - Yang Hsiao-chuan 3' - Li Yi-wen 67' - Lin Jing-xuan 79' | Asistencia: 33 espectadores Árbitra: Khuloud Al Zaabi, Emiratos Árabes Unidos | Asistencia: 33 espectadores Árbitra: Khuloud Al Zaabi, Emiratos Árabes Unidos |

| 10 de marzo de 2023, 20:30 | Tayikistán | 0:5     | Tailandia                                                   | Estadio Khao Kradong, Buriram, Tailandia                 |                                                          |
|                            |            | Reporte | - Jeena 5' - Supansa 44', 45+3' - Anaphon 62' - Saranya 67' | Asistencia: 150 espectadores Árbitra: Dong Fangyu, China | Asistencia: 150 espectadores Árbitra: Dong Fangyu, China |

| 12 de marzo de 2023, 16:30 | Tayikistán | 0:4     | Uzbekistán                                                         | Estadio Khao Kradong, Buriram, Tailandia                        |                                                                 |
|                            |            | Reporte | - Saydabbosova 20' - Oraniyazova 50', 90+3' - Rahmatullayeva 90+1' | Asistencia: 15 espectadores Árbitra: Bùi Thị Thu Trang, Vietnam | Asistencia: 15 espectadores Árbitra: Bùi Thị Thu Trang, Vietnam |

| 12 de marzo de 2023, 20:30 | Tailandia | 0:3     | China Taipéi                                                | Estadio Khao Kradong, Buriram, Tailandia                 |                                                          |
|                            |           | Reporte | - Chou Chieh-ni 6' - Liu Yu-chiao 48' - Parichat 50' (a.g.) | Asistencia: 300 espectadores Árbitra: Lê Thị Lý, Vietnam | Asistencia: 300 espectadores Árbitra: Lê Thị Lý, Vietnam |

### Grupo F
País anfitrión: Vietnam
Las horas indicadas son UTC+7:00
| Equipo    | Pts | PJ | PG | PE | PP | GF | GC | Dif |
| --------- | --- | -- | -- | -- | -- | -- | -- | --- |
| Vietnam   | 7   | 3  | 2  | 1  | 0  | 15 | 1  | 14  |
| India     | 7   | 3  | 2  | 1  | 0  | 14 | 1  | 13  |
| Indonesia | 3   | 3  | 1  | 0  | 2  | 4  | 9  | -5  |
| Singapur  | 0   | 3  | 0  | 0  | 3  | 0  | 22 | -22 |

| 7 de marzo de 2023, 15:00 | India                                                                           | 7:0     | Singapur | Việt Trì Stadium, Việt Trì, Vietnam                        |                                                            |
|                           | - Narzary 7', 12' - S. Kumari 10' - A. Kumari 16', 31' - Oraon 24' - Dsouza 89' | Reporte |          | Asistencia: 3568 espectadores Árbitra: Mahnaz Zokaee, Irán | Asistencia: 3568 espectadores Árbitra: Mahnaz Zokaee, Irán |

| 7 de marzo de 2023, 18:00 | Vietnam                                                            | 3:0     | Indonesia | Việt Trì Stadium, Việt Trì, Vietnam                                |                                                                    |
|                           | - Lưu Hoàng Vân 2' - Hoàng Thị Ngọc Ánh 8' - Vũ Thị Hoa 37' (pen.) | Reporte |           | Asistencia: 6888 espectadores Árbitra: Kim Yu-jeong, Corea del Sur | Asistencia: 6888 espectadores Árbitra: Kim Yu-jeong, Corea del Sur |

| 9 de marzo de 2023, 15:00 | Indonesia | 0:6     | India                                                            | Việt Trì Stadium, Việt Trì, Vietnam                      |                                                          |
|                           |           | Reporte | - Neha 4', 22' - Dsouza 45' - Narzary 56' - S. Kumari 74', 90+1' | Asistencia: 6238 espectadores Árbitra: Anjana Rai, Nepal | Asistencia: 6238 espectadores Árbitra: Anjana Rai, Nepal |

| 9 de marzo de 2023, 18:00 | Singapur | 0:11    | Vietnam | Việt Trì Stadium, Việt Trì, Vietnam                                     |                                                                         |
|                           |          | Reporte | - Ngọc Minh Chuyên 2', 55', 69', 90' - Tạ Thị Thuỷ 11', 14' - Erwan 26' (a.g.) - Nguyễn Thị Hải Yến 47', 64' - Trần Nhật Lan 54' - Lưu Hoàng Vân 87' | Asistencia: 6789 espectadores Árbitra: Veronika Bernatskaya, Kirguistán | Asistencia: 6789 espectadores Árbitra: Veronika Bernatskaya, Kirguistán |

| 11 de marzo de 2023, 15:00 | Singapur | 0:4     | Indonesia                                    | Việt Trì Stadium, Việt Trì, Vietnam                             |                                                                 |
|                            |          | Reporte | - Helsya 11' - Marsela 37', 79' - Madjar 67' | Asistencia: 2288 espectadores Árbitra: Wang Chieh, China Taipéi | Asistencia: 2288 espectadores Árbitra: Wang Chieh, China Taipéi |

| 11 de marzo de 2023, 18:00 | Vietnam               | 1:1     | India         | Việt Trì Stadium, Việt Trì, Vietnam                                |                                                                    |
|                            | - Trần Nhật Lan 45+2' | Reporte | - B. Devi 12' | Asistencia: 7289 espectadores Árbitra: Kim Yu-jeong, Corea del Sur | Asistencia: 7289 espectadores Árbitra: Kim Yu-jeong, Corea del Sur |

### Grupo G
País anfitrión: Camboya
Las horas indicadas son UTC+7:00
| Equipo   | Pts | PJ | PG | PE | PP | GF | GC | Dif | Clasificación |
| -------- | --- | -- | -- | -- | -- | -- | -- | --- | ------------- |
| Birmania | 6   | 2  | 2  | 0  | 0  | 5  | 1  | 4   | Segunda ronda |
| Camboya  | 3   | 2  | 1  | 0  | 1  | 1  | 2  | -1  |               |
| Malasia  | 0   | 2  | 0  | 0  | 2  | 1  | 4  | -3  |               |
| Pakistán | 0   | 0  | 0  | 0  | 0  | 0  | 0  | 0   | Retirado      |

Nota: Pakistán se retiró.

| 6 de marzo de 2023, 16:00 | Camboya | 0:2     | Birmania                            | RSN Stadium, Nom Pen, Camboya                                     |                                                                   |
|                           |         | Reporte | - Sandar Lin 50' - Nimol 64' (a.g.) | Asistencia: 485 espectadores Árbitra: Yang Shu-ting, China Taipéi | Asistencia: 485 espectadores Árbitra: Yang Shu-ting, China Taipéi |

| 8 de marzo de 2023, 16:00 | Malasia | 0:1     | Camboya         | RSN Stadium, Nom Pen, Camboya                                |                                                              |
|                           |         | Reporte | - Kimhong 90+3' | Asistencia: 285 espectadores Árbitra: Saltanat Noroozi, Irán | Asistencia: 285 espectadores Árbitra: Saltanat Noroozi, Irán |

| 10 de marzo de 2023, 16:00 | Birmania                                    | 3:1     | Malasia     | RSN Stadium, Nom Pen, Camboya                                      |                                                                    |
|                            | - Wai Hin Phyo 19', 86' - Yin Loon Eain 80' | Reporte | - Hanim 58' | Asistencia: 53 espectadores Árbitra: Edita Mirabidova, Uzbequistán | Asistencia: 53 espectadores Árbitra: Edita Mirabidova, Uzbequistán |

### Grupo H
País anfitrión: Bangladés
Las horas indicadas son UTC+6:00
| Equipo       | Pts | PJ | PG | PE | PP | GF | GC | Dif |
| ------------ | --- | -- | -- | -- | -- | -- | -- | --- |
| Irán         | 6   | 2  | 2  | 0  | 0  | 8  | 1  | 7   |
| Bangladés    | 3   | 2  | 1  | 0  | 1  | 4  | 1  | 3   |
| Turkmenistán | 0   | 2  | 0  | 0  | 2  | 1  | 11 | -10 |

| 8 de marzo de 2023, 17:00 | Turkmenistán    | 1:7     | Irán                                                                               | Bir Sherestha Shaheed Shipahi Mostafa Kamal Stadium, Daca, Bangladés |                                                              |
|                           | - Mingazowa 76' | Reporte | - Zolfi 28', 42' - Jafari 37' - Foroozandeh 45+2', 67' (pen.), 90+1' - Rahimia 48' | Asistencia: 428 espectadores Árbitra: Công Thị Dung, Vietnam         | Asistencia: 428 espectadores Árbitra: Công Thị Dung, Vietnam |

| 10 de marzo de 2023, 17:00 | Bangladés                                   | 4:0     | Turkmenistán | Bir Sherestha Shaheed Shipahi Mostafa Kamal Stadium, Daca, Bangladés |                                                              |
|                            | - Ak. Khatun 45+2', 71' - Sa. Rani 80', 81' | Reporte |              | Asistencia: 3442 espectadores Árbitra: Alesar Baddour, Siria         | Asistencia: 3442 espectadores Árbitra: Alesar Baddour, Siria |

| 12 de marzo de 2023, 17:00 | Irán        | 1:0     | Bangladés | Bir Sherestha Shaheed Shipahi Mostafa Kamal Stadium, Daca, Bangladés |                                                                |
|                            | - Zandi 85' | Reporte |           | Asistencia: 2369 espectadores Árbitra: Haruna Kanematsu, Japón       | Asistencia: 2369 espectadores Árbitra: Haruna Kanematsu, Japón |

## Segunda ronda
La segunda ronda está programada para realizarse entre el 3 y el 10 de junio de 2023.
El sorteo de la segunda ronda de las eliminatorias se llevó a cabo el 23 de marzo de 2023 a las 15:00 MYT ( UTC+8 ), en la AFC House en Kuala Lumpur, Malasia.

#### Grupo A
País anfitrión: Vietnam
Las horas indicadas son UTC+7:00
| Equipo    | Pts | PJ | PG | PE | PP | GF | GC | Dif |
| --------- | --- | -- | -- | -- | -- | -- | -- | --- |
| Australia | 9   | 3  | 3  | 0  | 0  | 10 | 0  | 10  |
| Vietnam   | 6   | 3  | 2  | 0  | 1  | 6  | 4  | 2   |
| Irán      | 3   | 3  | 1  | 0  | 2  | 4  | 7  | -3  |
| Líbano    | 0   | 3  | 0  | 0  | 3  | 1  | 10 | -9  |

| 3 de junio de 2023, 17:00 | Australia                                                                 | 5:0     | Líbano | Việt Trì Stadium, Việt Trì, |                         |
|                           | - Johnson 10' - Ferris 16' - Dos Santos 80' - Saveska 90+1' - Cicco 90+3' | Reporte |        | Árbitra: Yu Hong, China     | Árbitra: Yu Hong, China |

| 3 de junio de 2023, 20:00 | Vietnam                                                            | 3:2     | Irán                                                      | Việt Trì Stadium, Việt Trì,               |                                           |
|                           | - Hoàng Thị Ngọc Ánh 10' - Ngọc Minh Chuyên 37' - Lê Thị Trang 64' | Reporte | - Nguyễn Thị Như Quỳnh 9' (a.g.) - Foroozandeh 89' (pen.) | Árbitra: Veronika Bernatskaia, Kirguistán | Árbitra: Veronika Bernatskaia, Kirguistán |

| 5 de junio de 2023, 17:00 | Irán | 0:3     | Australia                     | Việt Trì Stadium, Việt Trì,        |                                    |
|                           |      | Reporte | - Johnson 28', 29' - Lobo 64' | Árbitra: Pansa Chaisant, Tailandia | Árbitra: Pansa Chaisant, Tailandia |

| 5 de junio de 2023, 20:00 | Líbano | 0:3     | Vietnam                                             | Việt Trì Stadium, Việt Trì,          |                                      |
|                           |        | Reporte | - Ngọc Minh Chuyên 45+4', 80' - Lê Thị Bảo Trâm 76' | Árbitra: Ranjita Devi Tekcham, India | Árbitra: Ranjita Devi Tekcham, India |

| 7 de junio de 2023, 17:00 | Irán                     | 2:1     | Líbano        | Việt Trì Stadium, Việt Trì,        |                                    |
|                           | - Foroozandeh 82', 90+4' | Reporte | - Maalouf 45' | Árbitra: Pansa Chaisant, Tailandia | Árbitra: Pansa Chaisant, Tailandia |

| 7 de junio de 2023, 20:00 | Australia         | 2:0     | Vietnam | Việt Trì Stadium, Việt Trì,          |                                      |
|                           | - Murphy 50', 55' | Reporte |         | Árbitra: Yang Shu-ting, China Taipéi | Árbitra: Yang Shu-ting, China Taipéi |

#### Grupo B
País anfitrión: Birmania
Las horas indicadas son UTC+6:30
| Equipo       | Pts | PJ | PG | PE | PP | GF | GC | Dif |
| ------------ | --- | -- | -- | -- | -- | -- | -- | --- |
| China        | 9   | 3  | 3  | 0  | 0  | 11 | 0  | 11  |
| China Taipéi | 4   | 3  | 1  | 1  | 1  | 6  | 2  | 4   |
| Birmania     | 4   | 3  | 1  | 1  | 1  | 6  | 6  | 0   |
| Nepal        | 0   | 3  | 0  | 0  | 3  | 0  | 15 | -15 |

| 6 de junio de 2023, 15:30 | China          | 1:0     | China Taipéi | Thuwunna Stadium, Yangon, |                     |
|                           | - Lu Jiayu 65' | Reporte |              | Árbitra: [[]], [[]]       | Árbitra: [[]], [[]] |

| 6 de junio de 2023, 18:30 | Birmania                                                                | 5:0     | Nepal | Thuwunna Stadium, Yangon,          |                                    |
|                           | - Zin Moe Pyae 22' - Yin Loon Eain 44', 46', 90' - Yoon Wadi Hlaing 70' | Reporte |       | Árbitra: Cha Min-ji, Corea del Sur | Árbitra: Cha Min-ji, Corea del Sur |

| 8 de junio de 2023, 15:30 | Nepal | 0:5     | China                                                                                   | Thuwunna Stadium, Yangon,          |                                    |
|                           |       | Reporte | - Ouyang Yuhuan 16' - Huo Yuexin 26' - Yin Lihong 45+4' - Lu Jiayu 45+6' - Yu Jiaqi 88' | Árbitra: Plong Pich Akara, Camboya | Árbitra: Plong Pich Akara, Camboya |

| 8 de junio de 2023, 18:30 | China Taipéi        | 1:1     | Birmania           | Thuwunna Stadium, Yangon,    |                              |
|                           | - He Jia-shiuan 28' | Reporte | - Zin Moe Pyae 26' | Árbitra: Azusa Sugino, Japón | Árbitra: Azusa Sugino, Japón |

| 10 de junio de 2023, 15:30 | Nepal | 0:5     | China Taipéi                                                                       | Thuwunna Stadium, Yangon,          |                                    |
|                            |       | Reporte | - Liu Yu-chiao 10' - Lai Yu-chi 20' - Shih Yi-ching 37' - He Jia-shiuan 41', 45+1' | Árbitra: Cha Min-ji, Corea del Sur | Árbitra: Cha Min-ji, Corea del Sur |

| 10 de junio de 2023, 18:30 | China                                                                      | 5:0     | Birmania | Thuwunna Stadium, Yangon,   |                             |
|                            | - Lu Jiayu 9' - Jiang Chenjing 36' - Huo Yuexin 41' - Zhao Xinyue 70', 75' | Reporte |          | Árbitra: Lê Thị Lý, Vietnam | Árbitra: Lê Thị Lý, Vietnam |

## Equipos clasificados
Los siguientes ocho equipos se clasificaron para el torneo final que se llevará a cabo en Uzbekistán entre el 3 y el 16 de marzo de 2024.
| Equipo          | clasificado por ser                        | fecha de su clasificación |
| --------------- | ------------------------------------------ | ------------------------- |
| Uzbekistán      | Anfitrión                                  | 5 de julio de 2021        |
| Japón           | Campeón el 2019                            | 5 de julio de 2021        |
| Corea del Norte | Subcampeón el 2019                         | 5 de julio de 2021        |
| Corea del Sur   | Tercer lugar el 2019                       | 5 de julio de 2021        |
| Australia       | Ganador de la segunda ronda del Grupo A    | 5 de junio de 2023        |
| Vietnam         | Subcampeón de la Segunda ronda del Grupo A | 5 de junio de 2023        |
| China           | Ganador de la segunda ronda del Grupo B    | 8 de junio de 2023        |
| China Taipéi    | Subcampeón de la Segunda ronda del Grupo B | 10 de junio de 2023       |